# Tilde
Cette page contient des caractères spéciaux ou non latins. S’ils s’affichent mal (▯, ?, etc.), consultez la page d’aide Unicode.
 (septembre 2008).
Si vous disposez d'ouvrages ou d'articles de référence ou si vous connaissez des sites web de qualité traitant du thème abordé ici, merci de compléter l'article en donnant les références utiles à sa vérifiabilité et en les liant à la section « Notes et références ».
Le tilde (‹ ◌̃ ›, ‹ ˜ › ou ‹ ~ ›) est un signe diacritique des alphabets latin et cyrillique en forme de « S » inversé et couché utilisé dans de nombreuses langues. Il sert aussi, quand il possède une police, de signe de ponctuation permettant de séparer des éléments en opposition (en phonologie, par exemple : /s/ ~ /z/ → « le phonème /s/ s’oppose au phonème /z/ »).

## Tituluspaléographique
Le terme « tilde » provient du latin « titulus » (« titre »), inscription portant un nom ou une fonction sous un tableau, un écriteau au cou d'un esclave. Il évolue pour se retrouver fréquemment en paléographie latine, désignant une inscription sur une lettre, signe le plus souvent tracé comme un trait suscrit devenant par la suite ondulé, signalant, entre autres fonctions, que cette lettre a été omise dans l’écriture pour économiser de la place. Ce signe est devenu très fréquent comme marque abréviative dans les manuscrits occidentaux latins puis byzantins grecs. Il s’est transmis à d’autres écritures, comme le gotique ou l’alphabet cyrillique, où il se nomme titlo. Outre son utilisation comme signe d’abréviation, il a aussi fréquemment été placé au-dessus de lettres devant se lire comme des nombres dans les numérations alphabétiques issues des usages grecs et latins.
Consulter abréviation et numération (romaine, grecque, cyrillique, copte, gotique, etc.) pour plus d’informations.

## Dutitulusau tilde

### Espagnol
En Espagne, le titulus (dont le nom est devenu tilde en castillan par métathèse du /t/ et du /l/ ) représente la suspension (comprendre « omission abréviative ») d’une ancienne lettre n (d’abord en fin de mot puis en fin de syllabe)[réf. nécessaire]. Les scribes médiévaux ont pris l’habitude d’utiliser le titulus pour noter la présence d’un phonème /n/ altéré au contact d’un autre /n/ : deux /n/ à la suite ayant évolué en /ɲ/ (gn de gnon), ils se sont servis de n̅ pour représenter ce nouveau phonème, étranger au latin. En espagnol, par exemple, doña /doɲa/ vient d’un ancien donna, écrit don̅a dans les manuscrits. La forme du titulus devenu tilde est maintenant toujours ondulée. En castillan, toujours, la lettre ñ est considérée comme une lettre à part entière, y compris pour le classement alphabétique.

### Portugais
Le portugais a étendu ce procédé pour noter la nasalisation des voyelles : ã correspondant alors à an, par exemple (lat. canes > port. cães). Comme en Espagne, il s’agit de la marque de suspension d’une consonne n altérée (ici amuïe avec nasalisation de la voyelle précédente). L’usage a été repris par un grand nombre de transcriptions phonétiques, dont celle des romanistes ainsi que l’alphabet phonétique international.

### Breton
En breton, le tilde est utilisé sur un « n » pour noter la nasalisation des voyelles a, i, o. On le trouve plus rarement associé au e et au u. Le digramme añ se prononce comme le digramme an français (ɑ̃), par opposition au digramme an qui se prononce an-n (ɑ̃-n). Par exemple, amañ emaon (« ici je suis ») se prononcera aman éma-on-n [ˈɑ̃mːɑ̃ eˈmaɔ̃n]. Localement, le ñ peut disparaître totalement de la prononciation. Ainsi bremañ (« maintenant ») peut s'entendre « bréman » [ˈbrẽmːɑ̃] ou « bréma » [ˈbrẽma]. La nasalisation en moyen breton se marquait par un « -ff » ainsi « kuñv » (doux) se notait « cuff », cette graphie perdure encore dans certains noms de familles.

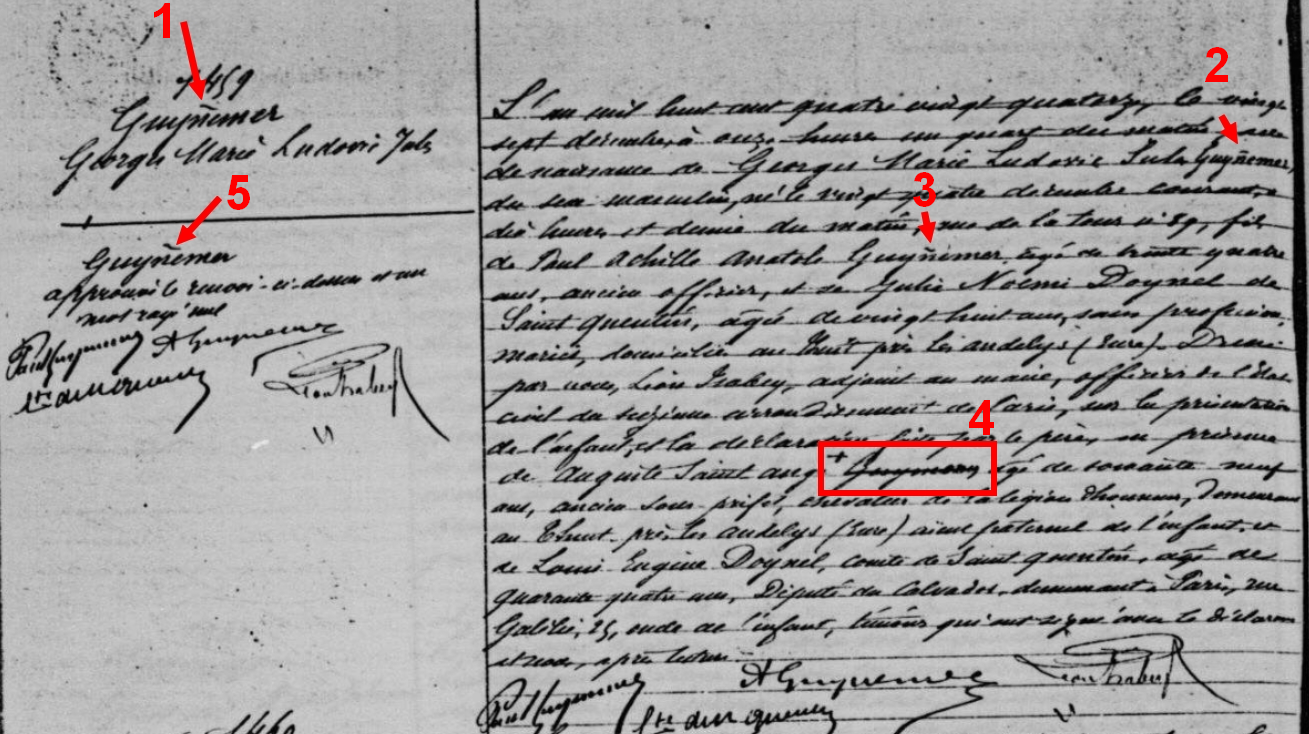
Tildes dans l'acte de naissance de Georges Guyñemer (1894)
1, 2, 3 tildes valides ;
4 tilde manquant ;
5 rectification marginale du tilde manquant.

### Français

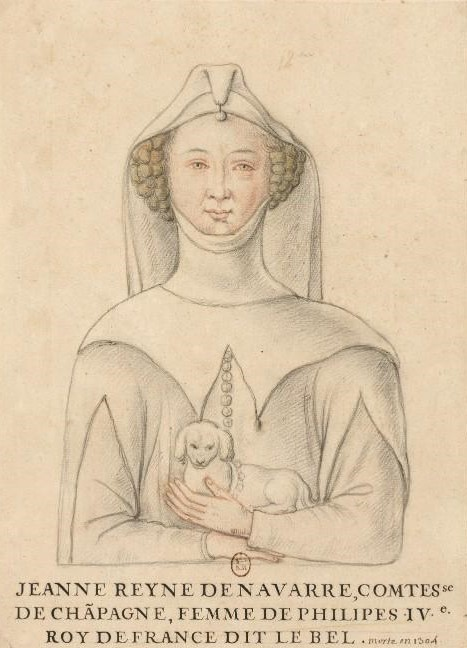
Sur cette gravure française le tilde est sur la lettre "a".

En français, le tilde, longtemps dénommé « tiltre » ou « titre », a été utilisé comme signe d'abréviation ou pour marquer les sons nasalisés, en lieu et place de la lettre « n » aujourd'hui ; il figure notamment trois fois dans l'ordonnance de Villers-Cotterêts. Il figure aussi de manière résiduelle sur des patronymes tels que Guyñemer (l’acte de naissance de Georges Guyñemer, le 27 décembre 1894, en est une illustration).
Dans tous les cas, même si les locuteurs ne le sentent pas forcément, le tilde signale un ancien /n/.

## Double tilde
Le double tilde était utilisé dans l’orthographe de plusieurs langues du Pacifique, comme le tagalog ou le chamorro, sur ‹ n͠g › représentant le son /ŋ/, par opposition au digramme ‹ ng › représentant un /ɡ/ prénasalisé : /ŋɡ/. Par exemple en chamorro ‹ agan͠gñáijon ›, « déclarer » (aujourd’hui écrit ‹ agangñaihon ›).

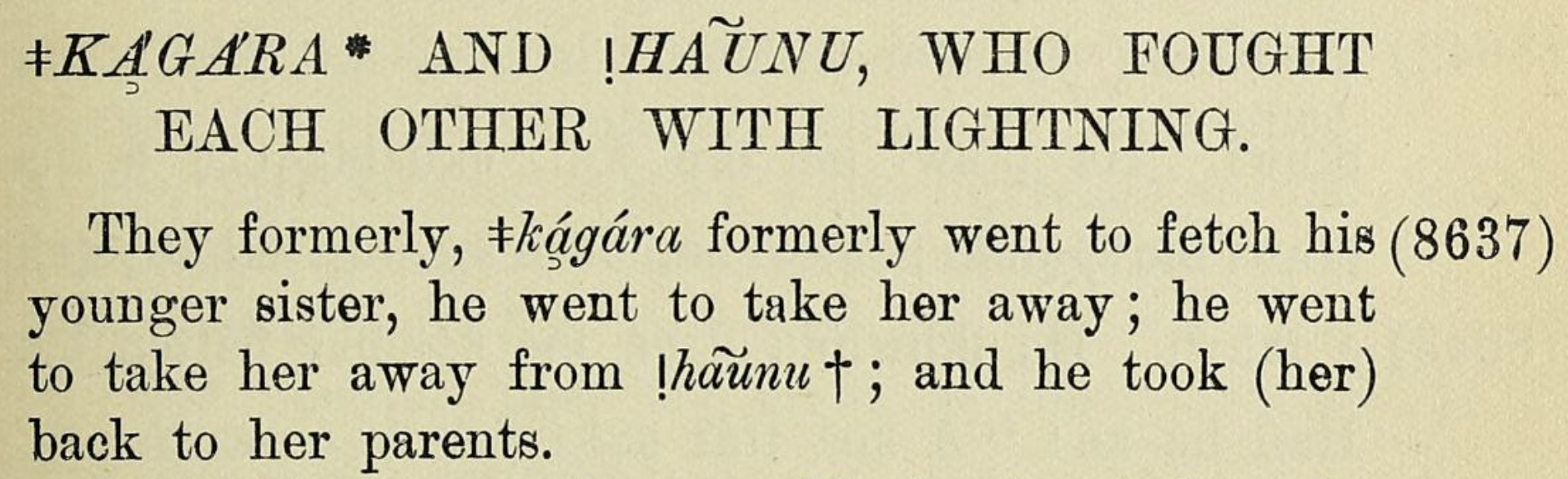
ǂKá̦gára et ǃHa͠unu (aujourd’hui écrit ‹ ǃHãunu ›) dans Bleek et Lloyd 1911.

Le double tilde a été utilisé dans l’orthographe ǀxam de Bleek et Lloyd, notamment dans le conte ǂKá̦gára et ǃHa͠unu, duquel proviennent les noms de l'objet transneptunien (469705) ǂKá̦gára et de son satellite ǃHãunu (écrit avec un simple tilde).

## Tilde médian
Le tilde médian ou inscrit est utilisé dans l’orthographe du kodon en Papouasie-Nouvelle-Guinée avec la lettre L tilde médian ‹ Ɫ ›.
Le tilde médian est aussi utilisé comme symbole de l’Alphabet phonétique international pour transcrire la vélarisation ou la pharyngalisation d’une consonne : [ᵬ ᵱ ᵵ ᵭ ᵯ ᵰ ᵴ ᵶ ᵮ ɫ ᵲ ᵳ]. Pour différencier la vélarisation et la pharyngalisation, les symboles ˠ (lettre modificative gamma minuscule) et ˁ (lettre modificative coup de glotte réfléchi) peuvent être utilisés respectivement : [bˠ pˠ tˠ dˠ mˠ nˠ sˠ zˠ fˠ lˠ rˠ ɾˠ] et [bˁ pˁ tˁ dˁ mˁ nˁ sˁ zˁ fˁ lˁ rˁ ɾˁ]

## Tilde souscrit
Le tilde souscrit est utilisé dans l’orthographe des langues du Gabon pour indiquer la nasalisation d’une voyelle : ḭ, ṳ̰, ḛ, ɛ̰, ə̰, a̰, o̰, ɔ̰, ṵ.
Il est aussi utilisé dans l’alphabet national tchadien notamment avec la lettre N̰ utilisé en kanembou pour le son /ɲ/. On le retrouve aussi en sara ngambay souscrit à plusieurs voyelles, indiquant la nasalisation.
Au Bénin, le tilde est aussi souscrit dans l’écriture du nateni pour indiquer la nasalisation.
Dans l’Alphabet phonétique international, le tilde souscrit est utilisé pour indiquer la laryngalisation ou voix craquée.

## Tilde chassant
Le tilde peut aussi servir de symbole typographique. Il est alors dit chassant (il possède son propre espacement) et médian (on le trace au milieu de la hauteur d’x).
On l’utilise ainsi en informatique :
- sous les systèmes de type UNIX, ~ désigne le répertoire de l’utilisateur courant : si l’utilisateur connecté est robert, ~/truc est donc un raccourci pour /home/robert/truc ;
- sous Windows, le même signe est utilisé pour la gestion interne des noms de fichiers ;
- en C, ~ permet de faire une opération logique NON complète. Par exemple, en 16 bits : ~0x0044 = 0xFFBB (notation hexadécimale) ;
- en C++, le ~ est utilisé pour le destructeur. Par exemple : ~Personnage(); serait le destructeur d'une classe Personnage ;
- en Lua, ~= est l'opérateur de non-égalité. Par exemple : a ~= b signifie a n’égale pas b ;
- en CSS, ~= est un sélecteur d'attributs signifiant « qui contient tel mot ». Par exemple : a[name~="titre"] représente tous les liens hypertextes dont l'attribut « name » contient le mot « titre »[4];
- en LaTeX, ~ permet d'indiquer une espace insécable.

D’autre part, il sert aussi à indiquer des variantes libres d'une forme linguistique (en phonologie) : ainsi, « A ~ B » signifie « A et B sont des variantes libres du même lexème », A ou B (ou une autre forme) représentant une forme dite "canonique", et les autres pouvant être plutôt considérées comme des variantes.
Il est obtenu sur la plupart des claviers français :
- sous Windows, avec les Alt Gr (ou Ctrl+Alt)
  - avec l’ancien clavier Français (AZERTY), en tapant Alt Gr+2, suivi par la touche espace pour un tilde chassant ou, par exemple, une lettre a pour le ã ;
  - avec le nouveau clavier Français (AZERTY)[6] ou le clavier Français (BÉPO), en tapant Alt Gr+n ;
  - avec les claviers Belge, en tapant Alt Gr+=
  - avec le clavier Canadien multilinge, en tapant Alt Gr+ç
  - avec les claviers Suisse, en tapant Alt Gr+^
  - pour certains claviers avec un Alt code, en tapant Alt+(1, 2 puis 6) et en relâchant Alt (avec les chiffres éventuellement sur le pavé numérique).
- sous Macintosh, puis Mac OS et OS X, en tapant ⌥ (option)[7]+N.

Le tilde est également utilisé en mathématiques : une relation d'équivalence sur un ensemble est souvent notée {\displaystyle \sim } et si {\displaystyle x} et {\displaystyle y} sont équivalents pour cette relation, on note {\displaystyle x\sim y}.
{\displaystyle \sim } est souvent utilisée pour désigner la relation d'équivalence des suites ou des fonctions en particulier. Deux suites ou deux fonctions sont dites équivalentes si leurs comportements sont similaires au voisinage d'un point donné.

## Représentations informatiques
| Nom                                                                           | glyphe                           | Unicode        | HTML              |
| ----------------------------------------------------------------------------- | -------------------------------- | -------------- | ----------------- |
| tilde chassant                                                                | Oo~Oo                            | U+007E         | &tilde;           |
| tilde pleine chasse                                                           | Oo～Oo                           | U+FF5E         | &#FF5E;           |
| petit tilde                                                                   | Oo˜Oo                            | U+02DC         | &#x02DC;          |
| diacritique tilde                                                             | Oo◌̃Oo                            | U+0303         | &#x0303;          |
| diacritique tilde souscrit                                                    | Oo◌̰Oo                            | U+0330         | &#x0330;          |
| diacritique tilde couvrant                                                    | Oo◌̴Oo                            | U+0334         | &#x0334;          |
| diacritique double tilde combinant                                            | Oo◌͠◌Oo                           | U+0360         | &#x0360;          |
| tiret ondé                                                                    | Oo⁓Oo                            | U+2053         | &#x2053;          |
| opérateur [mathématique] tilde                                                | Oo∼Oo                            | U+223C         | &#x223C;          |
| opérateur [mathématique] tilde inversé                                        | Oo∽Oo                            | U+223D         | &#x223D;          |
| S couché renversé                                                             | Oo∾Oo                            | U+x223E        | &#x223E;          |
| sinusoïde                                                                     | Oo∿Oo                            | U+x223F        | &#x223F;          |
| non tilde                                                                     | Oo≁Oo                            | U+x2241        | &#x2241;          |
| moins tilde                                                                   | Oo≂Oo                            | U+x2242        | &#x2242;          |
| asymptotiquement égal à                                                       | Oo≃Oo                            | U+x2243        | &#x2243;          |
| non asymptotiquement égal à                                                   | Oo≄Oo                            | U+x2244        | &#x2244;          |
| approximativement égal à                                                      | Oo≅Oo                            | U+x2245        | &#x2245;          |
| approximativement mais non strictement égal à                                 | Oo≆Oo                            | U+x2246        | &#x2246;          |
| approximativement ni strictement égal à                                       | Oo≇Oo                            | U+x2247        | &#x2247;          |
| presque égal à                                                                | Oo≈Oo                            | U+x2248        | &#x2248;          |
| non presque égal à                                                            | Oo≉Oo                            | U+x2249        | &#x2249;          |
| presque égal ou égal à                                                        | Oo≊Oo                            | U+x224A        | &#x224A;          |
| triple tilde                                                                  | Oo≋Oo                            | U+x224B        | &#x224B;          |
| entièrement égal à                                                            | Oo≌Oo                            | U+x224C        | &#x224C;          |
| moitié gauche et moitié droite du diacritique double tilde combinant (U+0360) | Oo◌︢Oo ◌︣Oo soit combinés : Oo◌︢◌︣Oo | U+FE22, U+FE23 | &#xFE22; &#xFE23; |
| diacritique tilde souscrit                                                    | Oo◌̰Oo                            | U+0330         | &#x0330;          |

Légende : Les caractères neutres Oo  Oo : illustrent un contexte, le rectangle coloré indique la chasse et le corps de ces caractères ; Le caractère à représenter est affiché sur un autre fond coloré, p. ex. : C ;  Un diacritique est composé avec le caractère « ◌ », l'affichage est représenté avec le corps, et la chasse de ce caractère « ◌ », des exemples sont ◌̰, ◌̃, ou ◌͠◌.
Note : selon la cohérence propre de la police d'affichage, la position des diacritiques peut être altérée.
Note : selon la cohérence propre de la police d'affichage, la chasse de certains caractères peut être altérée.